# نازلی تولگا
نازلی تولگا برنینک مایر(هلندی: Nazlı Tolga Brenninkmeijer;ترکی استانبولی: Nazlı Tolga Brenninkmeyer) (۸ نوامبر ۱۹۷۹)، مجری، روزنامه‌نگار هلندی ترک‌تبار است.

## زندگی‌نامه
او پس از شروع کار خود به عنوان روزنامه‌نگار در کانال دی در ۳۱ اوت ۱۹۹۸، در سال ۲۰۰۳ در رشته روزنامه‌نگاری از دانشگاه مرمره فارغ‌التحصیل شد و مجری برنامه‌های خبری کانال دی (۱۹۹۸–۲۰۰۲)، Show TV (2002-2003)، Skytürk بود. (۲۰۰۳–۲۰۰۷) و FOX (از ۳ سپتامبر ۲۰۰۷ تا ۱۴ ژوئن ۲۰۱۳). او در سال ۲۰۱۱ و ۲۰۱۲ بهترین مجری ترکیه و در سال ۲۰۱۳ به عنوان بهترین مجری ترکیه انتخاب.

## زندگی خصوصی
او در سال ۲۰۱۳ با تاجر هلندی لارنس برنینک مایر در کلیسای روح القدس ازدواج کرد.
او پس از اقامت در برزیل (۲۰۱۳) در حال حاضر (۲۰۱۷) در لندن زندگی می‌کند.
او به ترکی، پرتغالی، هلندی و انگلیسی صحبت می‌کند. او یک خواهر و یک دختر دارد.

## اجرای برنامه‌های تلویزیونی
- Kanal D Gece Haberleri (کانال دی در ۱۹۹۸–۲۰۰۲)،
- Nazlı Tolga ile Haber Masası (SKYTURK در سال ۲۰۰۴-سپتامبر ۲۰۰۷)
- SHOW HABER (در ۲۰۰۲–۲۰۰۳)،
- FOX ON Ana Haber (در ۲۰۰۸–۲۰۱۰)،
- Nazlı Tolga ile Fox Ana Haber (در سپتامبر ۲۰۰۷–۱۴ ژوئن ۲۰۱۳)